# Batesburg-Leesville
Batesburg-Leesville é uma cidade  localizada no estado norte-americano de Carolina do Sul, no Condado de Lexington e Condado de Saluda.

## Demografia
Segundo o censo norte-americano de 2000, a sua população era de 5517 habitantes. 
Em 2006, foi estimada uma população de 5610, um aumento de 93 (1.7%).

## Geografia
De acordo com o United States Census Bureau tem uma área de 
19,2 km², dos quais 19,0 km² cobertos por terra e 0,2 km² cobertos por água.

## Localidades na vizinhança
O diagrama seguinte representa as localidades num raio de 20 km ao redor de Batesburg-Leesville. 